# Moto2

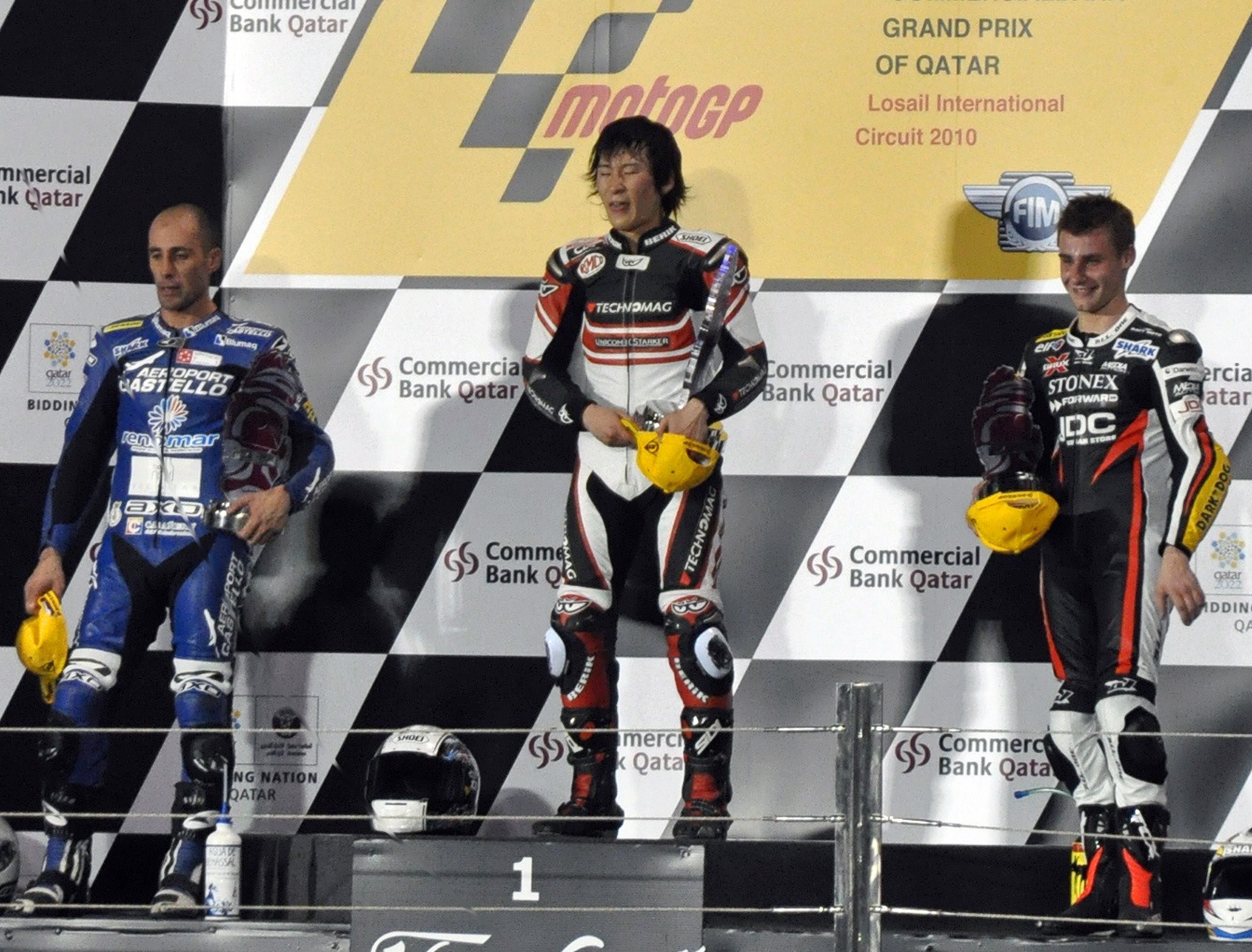
Das Podium des ersten Moto2-Laufes der Geschichte: Alex Debón (l.), Shōya Tomizawa (m.) und Jules Cluzel (r.) nach dem Großen Preis von Katar 2010.

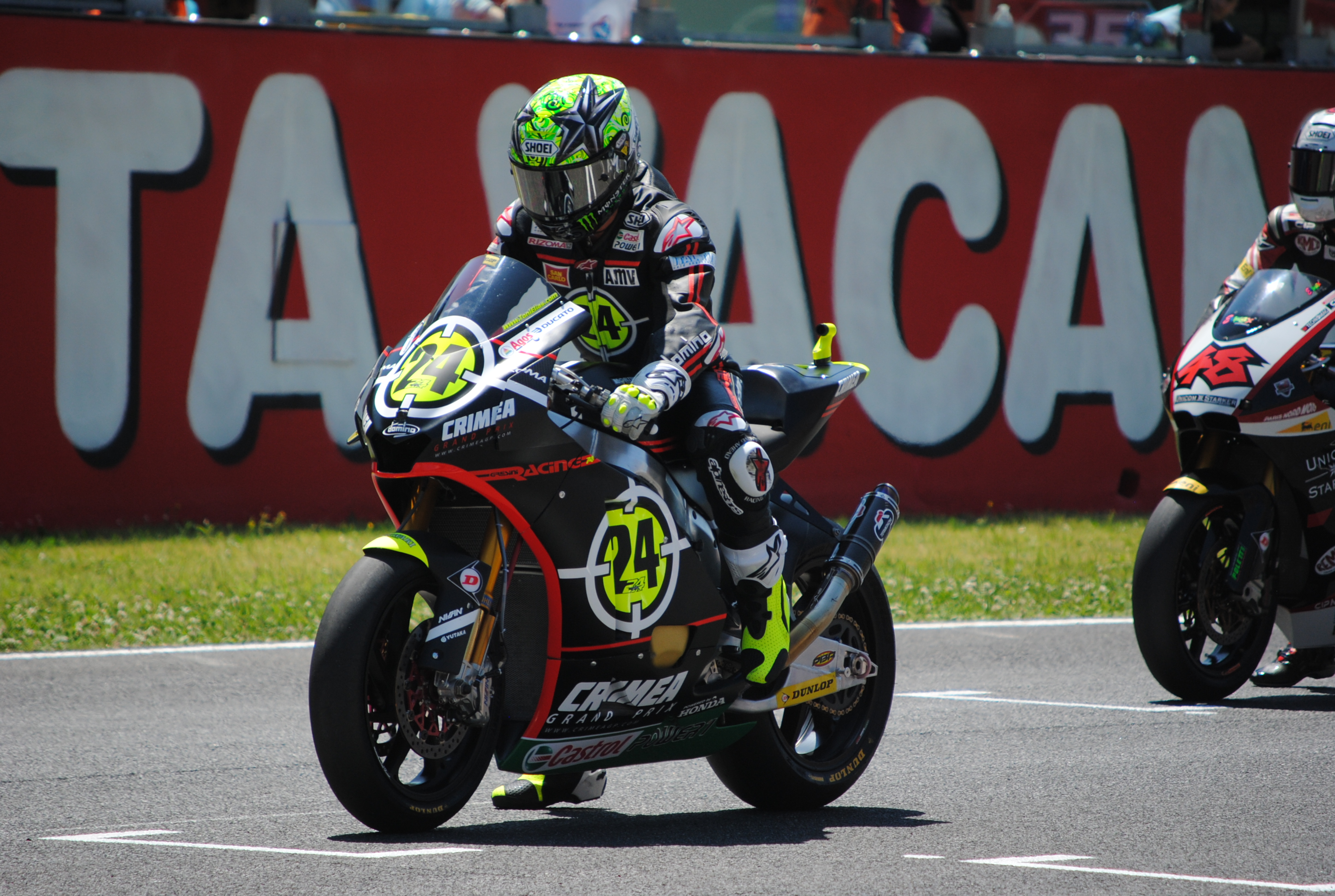
Weltmeister 2010: Toni Elías auf Moriwaki

Die Moto2-Klasse ist die zweithöchste Prototypen-Rennklasse innerhalb der FIM-Motorrad-Weltmeisterschaft des Straßenrennsports.
Die Moto2 löste zur Saison 2010 die seit 1949 bestehende 250-cm³-Klasse innerhalb der Motorrad-WM ab. Seitdem sind Viertaktmotoren vorgegeben, anfangs 600-cm³-Honda-Vierzylinder, seit der Saison 2019 Dreizylinder mit 765 cm³ Hubraum und 100 kW (136 PS) Motorleistung von Triumph.

## Reglement
Das Reglement für die Nachfolgeserie der 250-cm³-Weltmeisterschaft Moto2 wurde am 15. Dezember 2008 von der FIM veröffentlicht.

### Hintergrund
Mit der Moto2-Serie wurde auf die in den letzten Jahrzehnten ständig steigende Hubraumgröße der Straßenmaschinen und das Verschwinden der Zweitakter reagiert, eine Umstellung war dringend geboten. Das neue Reglement sollte auch die Kosten für die Rennställe, die vordem durch die Verwendung exotischer Materialien sehr hoch waren, begrenzen.

### Motor
Anders als in den seriennahen Superbike-Rennserien sind in der Moto2-Klasse nur Einheitsmotoren zugelassen. Die Motoren erreichen eine Leistung von maximal 100 kW (136 PS) und Höchstdrehzahlen von 18.000/min. Es sind keine pneumatische Ventilsteuerung, ovale Kolben sowie Karbon-Bremsen mehr erlaubt. Die Teams sind verpflichtet, die von der FIM vorgeschriebene elektronische Motorensteuerung (ECU) und Benzineinspritzung zu benutzen. Das Benzin hat eine Klopffestigkeit von 100 ROZ.
Von 2010 bis 2018 war Honda (Serienmotor der Honda CBR 600) Ausrüster. Es wurden Vierzylinder-Viertakt-Saugmotoren mit einem Hubraum von 600 cm³ verwendet. Seit der Saison 2019 liefert Triumph die Motoren, aktuell mit drei Zylindern und 765 cm³. Die ECUs werden von einem von der FIM bestimmten Hersteller geliefert. Ein- und Auslassventile müssen aus konventionellen Materialien gefertigt sein. Eine variable Ventilsteuerung ist nicht gestattet. Das Mindestgewicht für die Motoren beträgt 53 kg.
Jeder Fahrer hat nur ein Motorrad pro Rennwochenende zur Verfügung. Zwei komplette Motoren sind für jedes Wochenende gestattet. Diese sind mit Seriennummern versehen, um von der Rennleitung überprüft werden zu können. Ein System für die Datenaufzeichnung wird für alle Teams von einem Einheitshersteller bereitgestellt. ECU und Treibstoff werden von den Moto2-Veranstaltern zur Verfügung gestellt.

### Getriebe
Es sind maximal sechs Getriebeübersetzungen gestattet. Maximal sind drei alternative Einstellungen pro Übersetzungsstufe gestattet, jedoch nur zwei für die Haupt-Getriebeübersetzung. Die Teams müssen vor der Saison genaue Angaben über ihre Getriebeübersetzungen abgeben. Automatische elektro-mechanische oder elektro-hydraulische Kupplungssysteme sind nicht erlaubt.

### Fahrwerk
Das Fahrwerk ist nach wie vor ein Prototyp. Innerhalb der gegebenen Richtlinien, durch das technische Reglement der FIM Grand Prix, ist die Umsetzung frei. Allerdings dürfen Rahmen, Schwinge, Sitz, Tank und Verkleidungsteile nicht von Serien-Maschinen verwendet werden. Das Mindestgewicht für die Maschinen betrug zunächst 135 kg. Mit der Saison 2013 wurde diese Regel geändert, seitdem beträgt das Mindestgewicht 215 kg für Fahrer und Maschine.
Die Reifen werden exklusiv von Pirelli geliefert, nachdem anfänglich noch eine Freigabe der Reifenwahl diskutiert worden war.

### Zugelassene Materialien
Folgende Teile müssen aus Stahllegierungen bestehen: Federn für die Ventile, Nockenwelle, Kurbelwelle, Pleuel, Kolbenstifte, Bremsscheiben. Folgende Teile müssen aus Aluminiumlegierungen bestehen: Motorengehäuse und Zylinderköpfe (gegossen), Kolben.

## Punktesystem
Weltmeister wird derjenige Fahrer beziehungsweise der Hersteller, der bis zum Saisonende die meisten Punkte in der Weltmeisterschaft angesammelt hat. Bei der Punkteverteilung werden die Platzierungen im Gesamtergebnis des jeweiligen Rennens berücksichtigt. Die fünfzehn erstplatzierten Fahrer jedes Rennens erhalten Punkte nach folgendem Schema:
| Punkteverteilung | Punkteverteilung | Punkteverteilung | Punkteverteilung | Punkteverteilung | Punkteverteilung | Punkteverteilung | Punkteverteilung | Punkteverteilung | Punkteverteilung | Punkteverteilung | Punkteverteilung | Punkteverteilung | Punkteverteilung | Punkteverteilung | Punkteverteilung |
| ---------------- | ---------------- | ---------------- | ---------------- | ---------------- | ---------------- | ---------------- | ---------------- | ---------------- | ---------------- | ---------------- | ---------------- | ---------------- | ---------------- | ---------------- | ---------------- |
| Platz            | 1                | 2                | 3                | 4                | 5                | 6                | 7                | 8                | 9                | 10               | 11               | 12               | 13               | 14               | 15               |
| Punkte           | 25               | 20               | 16               | 13               | 11               | 10               | 9                | 8                | 7                | 6                | 5                | 4                | 3                | 2                | 1                |

Zur Fahrerwertung zählen alle erzielten Resultate eines Piloten. Für die Konstrukteurswertung zählt jeweils das beste Resultat eines Fahrers der jeweiligen Marke, in die Teamwertung fließen alle erzielten Punkte der Piloten eines Teams ein.

## Weltmeister
| Jahr | Fahrerweltmeister         | Konstrukteursweltmeister | Teamweltmeister      |
| ---- | ------------------------- | ------------------------ | -------------------- |
| 2010 | Toni Elías (Moriwaki)     | Suter                    | Titel nicht vergeben |
| 2011 | Stefan Bradl (Kalex)      | Suter                    | Titel nicht vergeben |
| 2012 | Marc Márquez (Suter)      | Suter                    | Titel nicht vergeben |
| 2013 | Pol Espargaró (Kalex)     | Kalex                    | Titel nicht vergeben |
| 2014 | Esteve Rabat (Kalex)      | Kalex                    | Titel nicht vergeben |
| 2015 | Johann Zarco (Kalex)      | Kalex                    | Titel nicht vergeben |
| 2016 | Johann Zarco (Kalex)      | Kalex                    | Titel nicht vergeben |
| 2017 | Franco Morbidelli (Kalex) | Kalex                    | Titel nicht vergeben |
| 2018 | Francesco Bagnaia (Kalex) | Kalex                    | Red Bull KTM Ajo     |
| 2019 | Álex Márquez (Kalex)      | Kalex                    | Flexbox HP40         |
| 2020 | Enea Bastianini (Kalex)   | Kalex                    | SKY Racing Team VR46 |
| 2021 | Remy Gardner (Kalex)      | Kalex                    | Red Bull KTM Ajo     |
| 2022 | Augusto Fernández (Kalex) | Kalex                    | Red Bull KTM Ajo     |
| 2023 | Pedro Acosta (Kalex)      | Kalex                    | Red Bull KTM Ajo     |
| 2024 | Ai Ogura (Boscoscuro)     | Kalex                    | MT Helmets – MSI     |

## Rookie of the Year
Als Rookie of the Year wird derjenige Fahrer ausgezeichnet, der als Neueinsteiger am Jahresende die meisten Punkte gesammelt hat.
| Jahr | Anzahl Rookies | Sieger                | Maschine | Team                       |
| ---- | -------------- | --------------------- | -------- | -------------------------- |
| 2011 | 13             | Marc Márquez          | Suter    | Team CatalunyaCaixa Repsol |
| 2012 | 4              | Johann Zarco          | Motobi   | JIR Moto2                  |
| 2013 | 5              | Jordi Torres          | Suter    | Mapfre Aspar Team Moto2    |
| 2014 | 7              | Maverick Viñales      | Kalex    | Páginas Amarillas HP 40    |
| 2015 | 2              | Álex Rins             | Kalex    | Páginas Amarillas HP 40    |
| 2016 | 6              | Xavi Vierge           | Tech 3   | Tech 3                     |
| 2017 | 11             | Francesco Bagnaia     | Kalex    | Sky Racing Team VR46       |
| 2018 | 7              | Joan Mir              | Kalex    | Marc VDS Racing Team       |
| 2019 | 10             | Fabio Di Giannantonio | Speed Up | Speed Up Racing            |
| 2020 | 6              | Arón Canet            | Speed Up | Aspar Team                 |
| 2021 | 8              | Raúl Fernández        | Kalex    | Red Bull KTM Ajo           |
| 2022 | 11             | Pedro Acosta          | Kalex    | Red Bull KTM Ajo           |
| 2023 | 8              | Sergio García         | Kalex    | Pons Wegow HP40            |
| 2024 | 7              | Diogo Moreira         | Kalex    | Italtrans Racing           |

## Rekorde

### Rekorde nach Fahrern
Fahrer, die in der Saison 2024 bei einem Team unter Vertrag stehen, sind blau hinterlegt.

#### Weltmeister-Titel
| Platz | Fahrer            | Titel | Jahre      |
| ----- | ----------------- | ----- | ---------- |
| 1     | Johann Zarco      | 2     | 2015, 2016 |
| 2     | Toni Elías        | 1     | 2010       |
|       | Stefan Bradl      | 1     | 2011       |
|       | Marc Márquez      | 1     | 2012       |
|       | Pol Espargaró     | 1     | 2013       |
|       | Esteve Rabat      | 1     | 2014       |
|       | Franco Morbidelli | 1     | 2017       |
|       | Francesco Bagnaia | 1     | 2018       |
|       | Álex Márquez      | 1     | 2019       |
|       | Enea Bastianini   | 1     | 2020       |
|       | Remy Gardner      | 1     | 2021       |
|       | Augusto Fernández | 1     | 2022       |
|       | Pedro Acosta      | 1     | 2023       |
|       | Ai Ogura          | 1     | 2024       |

#### Grand-Prix-Siege
| Platz | Fahrer            | Siege |
| ----- | ----------------- | ----- |
| 1     | Marc Márquez      | 16    |
| 2     | Johann Zarco      | 15    |
| 3     | Esteve Rabat      | 13    |
| 4     | Thomas Lüthi      | 12    |
| 5     | Pol Espargaró     | 10    |
| 5     | Sam Lowes         | 10    |
| 5     | Pedro Acosta      | 10    |
| 8     | Andrea Iannone    | 8     |
| 8     | Franco Morbidelli | 8     |
| 8     | Francesco Bagnaia | 8     |
| 8     | Álex Márquez      | 8     |
| 8     | Brad Binder       | 8     |
| 8     | Raúl Fernández    | 8     |
| 8     | Fermín Aldeguer   | 8     |

#### Pole-Positions
| Platz | Fahrer           | Poles |
| ----- | ---------------- | ----- |
| 1     | Sam Lowes        | 20    |
| 2     | Esteve Rabat     | 16    |
| 3     | Johann Zarco     | 15    |
| 4     | Pol Espargaró    | 14    |
| 4     | Marc Márquez     | 14    |
| 4     | Arón Canet       | 14    |
| 7     | Álex Márquez     | 12    |
| 8     | Mattia Pasini    | 8     |
| 8     | Fermín Aldeguer  | 8     |
| 10    | Stefan Bradl     | 7     |
| 10    | Thomas Lüthi     | 7     |
| 10    | Raúl Fernández   | 7     |
| 10    | Celestino Vietti | 7     |
| 10    | Jake Dixon       | 7     |
| 10    | Manuel González  | 7     |

#### Schnellste Rennrunden
| Platz | Fahrer            | SR |
| ----- | ----------------- | -- |
| 1     | Thomas Lüthi      | 18 |
| 2     | Andrea Iannone    | 13 |
|       | Franco Morbidelli | 13 |
| 4     | Sam Lowes         | 12 |
| 5     | Esteve Rabat      | 11 |
| 5     | Augusto Fernández | 11 |
| 7     | Pol Espargaró     | 10 |
| 7     | Álex Márquez      | 10 |
| 9     | Pedro Acosta      | 9  |
| 10    | Arón Canet        | 8  |
| 10    | Celestino Vietti  | 8  |

#### WM-Punkte
| Platz | Fahrer             | Punkte |
| ----- | ------------------ | ------ |
| 1     | Thomas Lüthi       | 1.852  |
| 2     | Sam Lowes          | 1.090  |
| 3     | Johann Zarco       | 1.010  |
| 4     | Esteve Rabat       | 989    |
| 5     | Arón Canet         | 968    |
| 6     | Simone Corsi       | 961    |
| 7     | Dominique Aegerter | 903    |
| 8     | Marcel Schrötter   | 850,5  |
| 9     | Álex Márquez       | 778    |
| 10    | Augusto Fernández  | 774,5  |

#### Podestplätze
| Platz | Fahrer            | Podien |
| ----- | ----------------- | ------ |
| 1     | Thomas Lüthi      | 53     |
| 2     | Esteve Rabat      | 33     |
| 3     | Arón Canet        | 31     |
| 4     | Johann Zarco      | 30     |
| 5     | Sam Lowes         | 26     |
| 6     | Marc Márquez      | 25     |
| 7     | Pol Espargaró     | 23     |
| 7     | Álex Márquez      | 23     |
| 9     | Franco Morbidelli | 21     |
| 9     | Miguel Oliveira   | 21     |

#### Grand-Prix-Starts
Gezählt werden alle Rennen, an denen der betreffende Fahrer tatsächlich teilgenommen hat. Ist er zum Beispiel in der Einführungsrunde (also vor dem eigentlichen Start des Rennens) ausgefallen, wird dies nicht als GP-Teilnahme gewertet. Als gestartet gilt jedoch, wer mindestens den ersten Startversuch des Grand-Prix-Rennens aufgenommen hat.
| Platz | Fahrer              | GP  |
| ----- | ------------------- | --- |
| 1     | Simone Corsi        | 209 |
| 2     | Thomas Lüthi        | 186 |
| 3     | Marcel Schrötter    | 183 |
| 4     | Dominique Aegerter  | 168 |
| 5     | Sam Lowes           | 154 |
| 6     | Mattia Pasini       | 138 |
| 7     | Lorenzo Baldassarri | 136 |
| 8     | Joe Roberts         | 134 |
| 9     | Xavier Siméon       | 127 |
| 10    | Axel Pons           | 125 |

#### Siege in einer Saison
| Platz | Fahrer            | Siege | Jahr/e (Saisonrennen) |
| ----- | ----------------- | ----- | --------------------- |
| 1     | Marc Márquez      | 9     | 2012 (17)             |
| 2     | Johann Zarco      | 8     | 2015 (18)             |
| 2     | Franco Morbidelli | 8     | 2017 (18)             |
| 2     | Francesco Bagnaia | 8     | 2018 (18)             |
| 2     | Raúl Fernández    | 8     | 2022 (18)             |
| 6     | Toni Elías        | 7     | 2010 (17)             |
| 6     | Marc Márquez      | 7     | 2011 (17)             |
| 6     | Esteve Rabat      | 7     | 2014 (18)             |
| 6     | Johann Zarco      | 7     | 2016 (18)             |
| 6     | Pedro Acosta      | 7     | 2023 (20)             |

#### Pole-Positions in einer Saison
| Platz | Fahrer            | Poles | Jahr/e (Saisonrennen) |
| ----- | ----------------- | ----- | --------------------- |
| 1     | Esteve Rabat      | 11    | 2014 (18)             |
| 2     | Pol Espargaró     | 8     | 2012 (17)             |
| 3     | Stefan Bradl      | 7     | 2011 (17)             |
|       | Marc Márquez      | 7     | 2011 (17)             |
|       | Johann Zarco      | 7     | 2015 (18), 2016 (18)  |
|       | Raúl Fernández    | 7     | 2021 (18)             |
| 7     | Pol Espargaró     | 6     | 2013 (17)             |
|       | Franco Morbidelli | 6     | 2017 (18)             |
|       | Francesco Bagnaia | 6     | 2018 (18)             |
|       | Álex Márquez      | 6     | 2019 (19)             |
|       | Sam Lowes         | 6     | 2021 (18)             |
|       | Arón Canet        | 6     | 2024 (20)             |

#### Schnellste Rennrunden in einer Saison
| Platz | Fahrer            | SR | Jahr/e (Saisonrennen) |
| ----- | ----------------- | -- | --------------------- |
| 1     | Franco Morbidelli | 8  | 2017 (18)             |
| 1     | Pedro Acosta      | 8  | 2023 (20)             |
| 3     | Andrea Iannone    | 7  | 2011 (17)             |
| 3     | Raúl Fernández    | 7  | 2021 (18)             |
| 5     | Andrea Iannone    | 6  | 2010 (17)             |
| 5     | Álex Márquez      | 6  | 2019 (19)             |
| 5     | Arón Canet        | 6  | 2024 (20)             |
| 8     | Marc Márquez      | 5  | 2012 (17)             |
| 8     | Pol Espargaró     | 5  | 2012 (17)             |
| 8     | Esteve Rabat      | 5  | 2014 (18)             |
| 8     | Maverick Viñales  | 5  | 2014 (18)             |
| 8     | Augusto Fernández | 5  | 2022 (20)             |

#### Weitere Rekorde
| Rekord                                                             | Details                                                                   | Fahrer                                                                        |
| WELTMEISTERSCHAFTEN                                                | WELTMEISTERSCHAFTEN                                                       | WELTMEISTERSCHAFTEN                                                           |
| ------------------------------------------------------------------ | ------------------------------------------------------------------------- | ----------------------------------------------------------------------------- |
| Schnellste WM-Entscheidung                                         | nach 14 von 17 Rennen (82,35 %)                                           | Toni Elías (2010)                                                             |
| Größter Punkte-Vorsprung des Weltmeisters                          | 118 Punkte                                                                | Johann Zarco auf Álex Rins (2015)                                             |
| Kleinster Punkte-Vorsprung des Weltmeisters                        | 3 Punkte                                                                  | Álex Márquez auf Brad Binder (2019)                                           |
| Der jüngste Weltmeister                                            | mit 19 Jahren und 172 Tagen                                               | Pedro Acosta (2023)                                                           |
| Der älteste Weltmeister                                            | mit 27 Jahren und 198 Tagen                                               | Toni Elías (2010)                                                             |
| Die meisten Weltmeistertitel in Folge                              | 2                                                                         | Johann Zarco (2015–2016)                                                      |
| SIEGE                                                              |                                                                           |                                                                               |
| Die beste Sieg-Quote                                               | 50 % (16 Siege in 32 Rennen)                                              | Marc Márquez                                                                  |
| Die meisten Siege in Folge (absolut)                               | 4                                                                         | Toni Elías (2010) Fermín Aldeguer (2023)                                      |
| Die meisten Siege in Folge (in einer Saison)                       | 4                                                                         | Toni Elías (2010) Fermín Aldeguer (2023)                                      |
| Die meisten Siege von der Pole-Position                            | 10                                                                        | Johann Zarco                                                                  |
| Die meisten Hattricks                                              | 5                                                                         | Esteve Rabat                                                                  |
| Die meisten Siege beim gleichen GP (absolut)                       | 2 beim GP von Australien                                                  | Alex De Angelis (2010-2011) Pol Espargaró (2012-2013)                         |
| Die meisten Siege beim gleichen GP (absolut)                       | 2 beim Dutch TT, GP Deutschland, GP Indianapolis und GP San Marino        | Marc Márquez (2011-2012)                                                      |
| Die meisten Siege beim gleichen GP (absolut)                       | 2 beim GP Italien                                                         | Andrea Iannone (2010, 2012) Esteve Rabat (2014-2015) Pedro Acosta (2022-2023) |
| Die meisten Siege beim gleichen GP (absolut)                       | 2 beim GP Portugal                                                        | Stefan Bradl (2010-2011)                                                      |
| Die meisten Siege beim gleichen GP (absolut)                       | 2 beim GP Frankreich (2012, 2015) und GP Japan (2014, 2016)               | Thomas Lüthi                                                                  |
| Die meisten Siege beim gleichen GP (absolut)                       | 2 beim GP Argentinien, GP Katalonien und GP Malaysia                      | Johann Zarco (2015-2016)                                                      |
| Die meisten Siege beim gleichen GP (absolut)                       | 2 beim GP Aragonien und GP Australien                                     | Brad Binder (2018-2019)                                                       |
| Die meisten Siege beim gleichen GP (absolut)                       | 2 beim GP Katalonien                                                      | Álex Márquez (2017, 2019)                                                     |
| Die meisten Siege beim gleichen GP (absolut)                       | 2 beim GP Aragonien (2016, 2020) und GP Spanien (2016, 2023)              | Sam Lowes                                                                     |
| Die meisten Siege beim gleichen GP (absolut)                       | 2 beim GP Steiermark                                                      | Marco Bezzecchi (2020-2021)                                                   |
| Die meisten Siege beim gleichen GP (absolut)                       | 2 beim GP Österreich                                                      | Celestino Vietti (2023-2024)                                                  |
| Die meisten Siege beim gleichen GP (in Folge)                      | 2 beim GP von Australien                                                  | Alex De Angelis (2010-2011) Pol Espargaró (2012-2013)                         |
| Die meisten Siege beim gleichen GP (in Folge)                      | 2 beim Dutch TT, GP Deutschland, GP Indianapolis und GP San Marino        | Marc Márquez (2011-2012)                                                      |
| Die meisten Siege beim gleichen GP (in Folge)                      | 2 beim GP Portugal                                                        | Stefan Bradl (2010-2011)                                                      |
| Die meisten Siege beim gleichen GP (in Folge)                      | 2 beim GP Italien                                                         | Esteve Rabat (2014-2015)                                                      |
| Die meisten Siege beim gleichen GP (in Folge)                      | 2 beim GP Argentinien, GP Katalonien und GP Malaysia                      | Johann Zarco (2015-2016)                                                      |
| Die meisten Siege beim gleichen GP (in Folge)                      | 2 beim GP Aragonien und GP Australien                                     | Brad Binder (2018-2019)                                                       |
| Die meisten Siege beim gleichen GP (in Folge)                      | 2 beim GP Steiermark                                                      | Marco Bezzecchi (2020-2021)                                                   |
| Die meisten Siege beim gleichen GP (in Folge)                      | 2 beim GP Österreich                                                      | Celestino Vietti (2023-2024)                                                  |
| Der jüngste Grand-Prix-Sieger                                      | mit 18 Jahren und 4 Tagen, GP von Italien 2022                            | Pedro Acosta                                                                  |
| Der älteste Grand-Prix-Sieger                                      | mit 32 Jahren und 346 Tagen, Dutch TT 2014                                | Anthony West                                                                  |
| Fahrer, die bei ihrer ersten Grand-Prix-Teilnahme gewannen         |                                                                           | Shōya Tomizawa (2010)                                                         |
| Der längste zeitliche Abstand zwischen zwei Siegen                 | 1477 Tage                                                                 | Sam Lowes (GP von Aragonien 2016 – GP von Frankreich 2020)                    |
| Die meisten Rennen zwischen zwei Siegen                            | 52                                                                        | Sam Lowes (GP von Aragonien 2016 – GP von Frankreich 2020)                    |
| Die längste Distanz zwischen erstem und letztem Sieg               | 145 Rennen, 2940 Tage                                                     | Sam Lowes (GP of The Americas 2015 – GP von Spanien 2023)                     |
| Die meisten Grand-Prix-Starts bis zum ersten Sieg                  | 86                                                                        | Mattia Pasini                                                                 |
| Die meisten Doppelsiege von Teamkollegen                           | 6                                                                         | Raúl Fernández und Remy Gardner                                               |
| Die meisten Doppelsiege von Teamkollegen in einer Saison           | 6                                                                         | Raúl Fernández und Remy Gardner (2021)                                        |
| STARTPLÄTZE                                                        |                                                                           |                                                                               |
| Die beste Pole-Quote                                               | 43,75 % (14 Poles in 32 Rennen)                                           | Marc Márquez                                                                  |
| Die meisten Poles in Folge (absolut)                               | 5                                                                         | Stefan Bradl (2011)                                                           |
| Die meisten Poles in Folge (in einer Saison)                       | 5                                                                         | Stefan Bradl (2011)                                                           |
| Die meisten Poles in einer Saison                                  | 11 (in 18 Rennen)                                                         | Esteve Rabat (2014)                                                           |
| Die meisten Poles beim gleichen GP (in Folge)                      | 3 beim GP Australien                                                      | Fermín Aldeguer (2022–2024)                                                   |
| Die meisten Poles beim gleichen GP (in Folge)                      | 3 beim GP Australien                                                      | Fermín Aldeguer (2022–2024)                                                   |
| Die meisten Startplätze in der ersten Reihe                        | 37                                                                        | Johann Zarco                                                                  |
| Jüngster Fahrer auf der Pole-Position                              | mit 16 Jahren und 363 Tagen, GP von Argentinien 2022                      | Fermín Aldeguer                                                               |
| Ältester Fahrer auf der Pole-Position                              | mit 34 Jahren und 204 Tagen, GP von Valencia 2021                         | Simone Corsi                                                                  |
| Fahrer, die in ihrem ersten Rennen auf der Pole-Position standen   |                                                                           | Toni Elías (2010)                                                             |
| SCHNELLSTE RENNRUNDEN                                              |                                                                           |                                                                               |
| Die beste Quote an Schnellsten Rennrunden                          | 27,78 % (5 Schnellste Runde in 18 Rennen)                                 | Maverick Viñales                                                              |
| Die meisten schnellsten Rennrunden in einer Saison                 | 7 bei 17 Starts (41,18 %)                                                 | Andrea Iannone (2011) Franco Morbidelli (2017)                                |
| Der jüngste Fahrer, der die schnellste Rennrunde fuhr              | mit 17 Jahren und 300 Tagen, GP Portugal 2010                             | Scott Redding                                                                 |
| Der älteste Fahrer, der die schnellste Rennrunde fuhr              | mit 33 Jahren und 72 Tagen, GP von Valencia 2019                          | Thomas Lüthi                                                                  |
| Fahrer, die in ihrem ersten Rennen die schnellste Rennrunde fuhren |                                                                           | Thomas Lüthi (2010)                                                           |
| PODESTPLÄTZE                                                       |                                                                           |                                                                               |
| Die beste Podest-Quote                                             | 78,13 % (25 Podestplätze in 32 Rennen)                                    | Marc Márquez                                                                  |
| Die meisten Podestplatzierungen in einer Saison                    | 14 in 17 Rennen (82,35 %)                                                 | Marc Márquez (2012)                                                           |
| Die meisten Podestplatzierungen ohne Sieg                          | 12                                                                        | Julián Simón                                                                  |
| Die meisten Podestplatzierungen bis zum ersten Sieg                | 20                                                                        | Arón Canet von 2020 bis 2024                                                  |
| Die meisten zweiten Plätze                                         | 18                                                                        | Thomas Lüthi                                                                  |
| Die meisten dritten Plätze                                         | 23                                                                        | Thomas Lüthi                                                                  |
| Jüngster Fahrer auf dem Podium                                     | mit 17 Jahren und 237 Tagen, GP von Indianapolis 2010                     | Scott Redding                                                                 |
| Ältester Fahrer auf dem Podium                                     | mit 34 Jahren und 42 Tagen, Großer Preis von Katar                        | Alex Debón                                                                    |
| PUNKTERÄNGE                                                        |                                                                           |                                                                               |
| Die meisten Punkteplatzierungen (absolut)                          | 126                                                                       | Thomas Lüthi                                                                  |
| Die meisten Punkteplatzierungen (in Folge)                         | 34                                                                        | Dominique Aegerter                                                            |
| Die meisten Punkteplatzierungen in einer Saison                    | 19                                                                        | Pedro Acosta (2023)                                                           |
| Die meisten vierten Plätze                                         | 11                                                                        | Mattia Pasini                                                                 |
| Die meisten fünften Plätze                                         | 13                                                                        | Thomas Lüthi                                                                  |
| Die meisten sechsten Plätze                                        | 11                                                                        | Thomas Lüthi                                                                  |
| Die meisten siebten Plätze                                         | 13                                                                        | Simone Corsi                                                                  |
| Die meisten achten Plätze                                          | 14                                                                        | Dominique Aegerter                                                            |
| Die meisten neunten Plätze                                         | 12                                                                        | Dominique Aegerter                                                            |
| Die meisten zehnten Plätze                                         | 9                                                                         | Simone Corsi                                                                  |
| Die meisten elften Plätze                                          | 9                                                                         | Simone Corsi                                                                  |
| Die meisten zwölften Plätze                                        | 9                                                                         | Dominique Aegerter                                                            |
| Die meisten dreizehnten Plätze                                     | 9                                                                         | Marcel Schrötter                                                              |
| Die meisten vierzehnten Plätze                                     | 8                                                                         | Simone Corsi                                                                  |
| Die meisten fünfzehnten Plätze                                     | 10                                                                        | Axel Pons                                                                     |
| Der jüngste Fahrer, der in die Punkteränge fuhr                    | mit 16 Jahren und 55 Tagen, GP von Italien 2021                           | Fermín Aldeguer                                                               |
| Der älteste Fahrer, der in die Punkteränge fuhr                    | mit 38 Jahren und 28 Tagen, GP von San Marino 2023                        | Mattia Pasini                                                                 |
| Die meisten GP-Teilnahmen, ohne WM-Punkte zu erzielen              | 52                                                                        | Xavier Cardelús García                                                        |
| Der längste zeitliche Abstand zwischen WM-Punkten                  | 2009 Tage                                                                 | Yonny Hernández (GP von Valencia 2011-GP von Spanien 2017)                    |
| ZIELANKÜNFTE                                                       |                                                                           |                                                                               |
| Die meisten Zielankünfte in Folge                                  | 46                                                                        | Dominique Aegerter (2011—2013)                                                |
| Die meisten Zielankünfte in einer Saison                           | 20 in 20 Rennen                                                           | Bo Bendsneyder (2022) Tony Arbolino (2023) Manuel González (2024)             |
| Die meisten Zielankünfte ununterbrochen seit dem Debüt             | 13                                                                        | Marcel Schrötter (2012—2013)                                                  |
| AUSFÄLLE                                                           |                                                                           |                                                                               |
| Die meisten Ausfälle in einem Rennen                               | 15 von 31 Startern (48,4 %), GP von San Marino 2017                       |                                                                               |
| Die meisten Ausfälle in Folge                                      | 5                                                                         | Xavier Siméon (2012)                                                          |
| Die meisten Ausfälle in einer Saison                               | 9 in 17 Rennen (52,94 %)                                                  | Ratthapark Wilairot (2011)                                                    |
| Die meisten Ausfälle in einer Saison                               | 9 in 20 Rennen (45 %)                                                     | Celestino Vietti (2022)                                                       |
| GP-TEILNAHMEN                                                      |                                                                           |                                                                               |
| Der jüngste GP-Teilnehmer                                          | mit 16 Jahren und 7 Tagen, GP von Großbritannien 2012                     | Eric Granado                                                                  |
| Der älteste GP-Teilnehmer                                          | mit 50 Jahren und 143 Tagen, GP von Großbritannien 2014                   | Jeremy McWilliams                                                             |
| Die höchste GP-Teilnehmerzahl                                      | 42 Rennteilnehmer 2010: GP von Katalonien                                 |                                                                               |
| Die längste Pause zwischen zwei Grand-Prix-Einsätzen               | 6 Jahre und 287 Tage, GP von Valencia 2012 und GP von Großbritannien 2019 | Bradley Smith                                                                 |
| Die größte Zeitspanne zwischen erstem und letztem Grand Prix       | 11 Jahre und 343 Tage, GP Katar 2010 bis GP von Indonesien 2022           | Simone Corsi                                                                  |
| Die meisten Saisonteilnahmen                                       | 13                                                                        | Simone Corsi (2010–2022)                                                      |
| Die meisten GP-Teilnahmen ohne Sieg                                | 209                                                                       | Simone Corsi (Beste Platzierung: 2)                                           |
| Die meisten GP-Teilnahmen ohne Podestplatz                         | 126                                                                       | Axel Pons (Beste Platzierung: 6)                                              |
| Die meisten GP-Teilnahmen als Teamkollegen                         | 54                                                                        | Ai Ogura und Somkiat Chantra (2021–2023)                                      |
| SONSTIGES                                                          |                                                                           |                                                                               |
| Die meisten gewonnenen Positionen in einem Rennen                  | 35 in Australien                                                          | Marc Márquez (2011)                                                           |

Anmerkungen
1. ↑  Der GP von Katar 2010 war das erste Rennen der neuen Moto2-Kategorie, Tomizawa hatte zuvor aber bereits eine Saison in der 250 cm³-Klasse bestritten.
2. ↑  Seit der Saison 2011 stehen pro Reihe maximal drei statt vier Fahrer.
3. ↑  Der GP von Katar 2010 war das erste Rennen der neuen Moto2-Kategorie, Elías hatte zuvor aber bereits drei Saisons in der 250 cm³-Klasse bestritten.
4. ↑  Der GP von Katar 2010 war das erste Rennen der neuen Moto2-Kategorie, Lüthi hatte zuvor aber bereits drei Saisons in der 250 cm³-Klasse bestritten.

### Rekorde nach Konstrukteuren
In der Saison 2019 aktive Konstrukteure sind blau hinterlegt.

#### Konstrukteurs-Weltmeistertitel
| Platz | Konstrukteur | Titel | Jahre     |
| ----- | ------------ | ----- | --------- |
| 1     | Kalex        | 11    | 2013–2023 |
| 2     | Suter        | 3     | 2010–2012 |

#### Grand-Prix-Siege
| Platz | Konstrukteur          | Siege |
| ----- | --------------------- | ----- |
| 1     | Kalex                 | 168   |
| 2     | Suter                 | 33    |
| 3     | Speed Up / Boscoscuro | 24    |
| 4     | KTM                   | 14    |
| 5     | Moriwaki              | 8     |
| 6     | FTR                   | 2     |
| 6     | Motobi                | 2     |
| 8     | Tech 3                | 1     |

#### Pole-Positions
| Platz | Konstrukteur          | Poles |
| ----- | --------------------- | ----- |
| 1     | Kalex                 | 137   |
| 2     | Suter                 | 25    |
| 3     | Speed Up / Boscoscuro | 17    |
| 4     | Moriwaki              | 4     |
| 5     | KTM                   | 3     |
| 6     | Motobi                | 2     |
| 7     | FTR                   | 1     |
|       | Caterham-Suter        | 1     |
|       | Promoharris           | 1     |
|       | MV Agusta             | 1     |

#### Schnellste Rennrunden
| Platz | Konstrukteur | SR  |
| ----- | ------------ | --- |
| 1     | Kalex        | 117 |
| 2     | Suter        | 32  |
| 3     | Speed Up     | 12  |
| 4     | KTM          | 7   |
| 5     | FTR          | 5   |
| 6     | Moriwaki     | 4   |
| 7     | Motobi       | 3   |
| 8     | Tech 3       | 1   |

#### WM-Punkte
| Platz | Konstrukteur   | Punkte |
| ----- | -------------- | ------ |
| 1     | Kalex          | 3.397  |
| 2     | Suter          | 1.835  |
| 3     | Speed Up       | 1.415  |
| 4     | Tech 3         | 813    |
| 5     | KTM            | 662    |
| 6     | FTR            | 483    |
| 7     | Motobi         | 481    |
| 8     | Moriwaki       | 450    |
| 9     | Pons-Kalex     | 158    |
| 10    | Caterham-Suter | 146    |

#### Podestplätze
| Platz | Konstrukteur   | Podien |
| ----- | -------------- | ------ |
| 1     | Kalex          | 414    |
| 2     | Suter          | 93     |
| 3     | Boscoscuro     | 47     |
| 5     | KTM            | 37     |
| 5     | Moriwaki       | 17     |
| 6     | FTR            | 11     |
| 7     | Motobi         | 7      |
| 8     | Tech 3         | 5      |
| 10    | Caterham-Suter | 4      |

#### Grand-Prix-Starts
Gezählt werden alle Rennen, an denen der betreffende Konstrukteur tatsächlich teilgenommen hat. Ist er zum Beispiel in der Einführungsrunde (also vor dem eigentlichen Start des Rennens) ausgefallen, wird dies nicht als GP-Teilnahme gewertet. Als gestartet gilt jedoch, wer mindestens den ersten Startversuch des Grand-Prix-Rennens aufgenommen hat.
| Platz | Konstrukteur | GP  |
| ----- | ------------ | --- |
| 1     | Kalex        | 178 |
| 2     | Speed Up     | 164 |
| 3     | Tech 3       | 158 |
| 4     | Suter        | 145 |
| 5     | Motobi       | 68  |
| 6     | Moriwaki     | 63  |
| 7     | FTR          | 58  |
| 8     | KTM          | 55  |
| 9     | MZ-RE Honda  | 44  |
| 10    | NTS          | 39  |

### Rekorde nach Nationen

#### Weltmeistertitel
| Platz | Nation      | Titel | Jahre                            |
| ----- | ----------- | ----- | -------------------------------- |
| 1     | Spanien     | 7     | 2010, 2012–2014, 2019, 2022–2023 |
| 2     | Italien     | 3     | 2017–2018, 2020                  |
| 3     | Frankreich  | 2     | 2015, 2016                       |
| 4     | Deutschland | 1     | 2011                             |
| 4     | Australien  | 1     | 2021                             |
| 4     | Japan       | 1     | 2024                             |

#### Grand-Prix-Siege
| Platz | Nation         | Siege |
| ----- | -------------- | ----- |
| 1     | Spanien        | 110   |
| 2     | Italien        | 59    |
| 3     | Frankreich     | 17    |
|       | Großbritannien | 17    |
| 5     | Schweiz        | 13    |
| 6     | Japan          | 11    |
| 7     | Deutschland    | 8     |
| 7     | Südafrika      | 8     |
| 9     | Portugal       | 6     |
| 10    | Australien     | 5     |

#### Pole-Positions
| Platz | Nation             | Poles |
| ----- | ------------------ | ----- |
| 1     | Spanien            | 106   |
| 2     | Italien            | 44    |
| 3     | Großbritannien     | 25    |
| 4     | Frankreich         | 16    |
| 5     | Deutschland        | 13    |
|       | Japan              | 13    |
| 7     | Schweiz            | 8     |
| 8     | Vereinigte Staaten | 7     |
| 9     | Australien         | 5     |
| 10    | Finnland           | 4     |

#### Schnellste Rennrunden
| Platz | Nation         | SR  |
| ----- | -------------- | --- |
| 1     | Spanien        | 119 |
| 2     | Italien        | 58  |
| 3     | Schweiz        | 21  |
| 4     | Großbritannien | 17  |
| 5     | Deutschland    | 9   |
| 5     | Frankreich     | 9   |
| 7     | Japan          | 6   |
| 8     | San Marino     | 5   |
| 8     | Australien     | 5   |
| 10    | Finnland       | 4   |
| 10    | Portugal       | 4   |

#### WM-Punkte
| Platz | Nation         | Punkte |
| ----- | -------------- | ------ |
| 1     | Spanien        | 6.404  |
| 2     | Italien        | 4.429  |
| 3     | Schweiz        | 2.659  |
| 4     | Deutschland    | 1.582  |
| 5     | Frankreich     | 1.490  |
| 6     | Großbritannien | 1.396  |
| 7     | Japan          | 953    |
| 8     | Finnland       | 741    |
| 9     | San Marino     | 477    |
| 10    | Belgien        | 383    |

#### Podestplätze
| Platz | Nation         | Podien |
| ----- | -------------- | ------ |
| 1     | Spanien        | 195    |
| 2     | Italien        | 124    |
| 3     | Schweiz        | 61     |
| 4     | Großbritannien | 38     |
| 5     | Frankreich     | 34     |
| 6     | Deutschland    | 32     |
| 7     | Japan          | 22     |
| 8     | Portugal       | 21     |
| 9     | Finnland       | 16     |
| 10    | Südafrika      | 15     |

## Todesfälle
- 5. September 2010: Shōya Tomizawa auf dem Misano World Circuit Marco Simoncelli, San Marino
- 3. Juni 2016: Luis Salom auf dem Circuit de Barcelona-Catalunya, Spanien

## Verweise